# Sonny Baskin
Herbert Sonny Baskin (* 9. August 1957 im Riverside County) ist ein US-amerikanischer Filmeditor, der in seiner über 25-jährigen Film- und Fernsehkarriere bei rund 30 Produktionen für den Filmschnitt verantwortlich war. Darunter Filme wie Overboard – Ein Goldfisch fällt ins Wasser, Armee der Finsternis, God’s Army – Die letzte Schlacht, Der Sturm des Jahrhunderts oder Stephen Kings Haus der Verdammnis.

## Leben und Karriere
Sonny Baskin begann seine Karriere 1986, als Editor beim US-amerikanischen Fernsehen, bei der Serie Crime Story. 1987 vertraute ihm der Regisseur Garry Marshall den Schnitt für seine Komödie Overboard – Ein Goldfisch fällt ins Wasser mit Kurt Russell und Goldie Hawn an. 1992 verpflichtete ihn dann Sam Raimi für seinen Horrorthriller Armee der Finsternis, der international zum Kultfilm avancierte und das Genre nachhaltig prägte. 1995 betraute ihn der Regisseur Gregory Widen mit dem Schnitt zur Produktion God’s Army – Die letzte Schlacht mit dem Schauspieler  Christopher Walken in der Hauptrolle. Noch im selben Jahr verpflichtete ihn der Regisseur Frank A. Cappello für seinen Actionfilm Das Yakuza-Kartell mit Russell Crowe.
1999 und 2002 war Sonny Baskin als Editor auch für die populären US-amerikanischen Fernsehminiserien Der Sturm des Jahrhunderts und Stephen Kings Haus der Verdammnis, jeweils nach Romanen des Bestseller-Autors Stephen King tätig.
Seit Ende der 1980er Jahre arbeitete Baskin als Filmeditor unter anderem mit den Regisseuren Richard Martini, Frank A. Cappello, Tony Randel, Marcus DeLeon und mehrfach mit dem Regisseur Craig R. Baxley zusammen.

## Filmografie (Auswahl)

### Kino
- 1987: Overboard – Ein Goldfisch fällt ins Wasser (Overboard)
- 1989: Limit Up – Zum Teufel mit den Kohlen (Limit Up)
- 1992: Armee der Finsternis (Army of Darkness)
- 1993: American Yakuza
- 1995: Fist of the North Star – Der Erlöser (Fist of the North Star)
- 1995: Das Yakuza-Kartell (No Way Back)
- 1995: God’s Army – Die letzte Schlacht (The Prophecy)
- 1996: Wunder auf Bestellung (The Big Squeeze)
- 1997: Under Pressure (Bad Day on the Block)
- 2002: Sniper 2
- 2005: Finale – Die Welt im Krieg (Left Behind: World at War)
- 2008: Crazy Girls Undercover

### Fernsehen
- 1986: Crime Story (Fernsehserie, 1 Episode)
- 1990: Ein gesegnetes Team (Father Dowling Mysteries, Fernsehserie, 2 Episoden)
- 1996: Süße 17, tödliches Biest (Twisted Desire, Fernsehfilm)
- 1996: Twilight Man (Fernsehfilm)
- 1998: Mary’s Schweigen (Silencing Mary, Fernsehfilm)
- 1999: Chamäleon – Todesspiel (Chameleon II: Death Match, Fernsehfilm)
- 1999: Der Sturm des Jahrhunderts (Storm of the Century, Miniserie)
- 1999: A Touch of Hope (Fernsehfilm)
- 2002: Stephen Kings Haus der Verdammnis (Rose Red, Miniserie)
- 2002: Widows (Miniserie)
- 2003: Das Tagebuch der Ellen Rimbauer (The Diary of Ellen Rimbauer, Fernsehfilm)
- 2004: Kingdom Hospital (Fernsehserie, 13 Episoden)
- 2005: Bermuda Dreieck – Tor zu einer anderen Zeit (The Triangle, Miniserie)
- 2006: Das verschwundene Zimmer (The Lost Room, Miniserie)
- 2008: Blank Slate (Fernsehfilm)
- 2008–2012: Leverage (Fernsehserie, 19 Episoden)
- 2014–2015: The Quest (Fernsehserie, 4 Episoden)